# Louise Bours
Louise Bours, née le 23 décembre 1968, est une femme politique et actrice britannique, ancienne membre du Parti pour l'indépendance du Royaume-Uni (UKIP).

## Biographie
Louise Bours est élue députée européenne britannique le 22 mai 2014 sous les couleurs du Parti pour l'indépendance du Royaume-Uni. En novembre 2018, elle quitte ce parti. 